# 刺苞南蛇藤
刺苞南蛇藤（学名：Celastrus flagellaris）为卫矛科南蛇藤属的植物。分布在日本、远东地区、朝鲜以及中国大陆的吉林、河北、辽宁、黑龙江等地，生长于海拔350米至800米的地区，常生于河岸低湿地、林缘、山谷和灌丛中，目前尚未由人工引种栽培。

## 别名
刺叶南蛇藤（中国树木分类学） 刺南蛇藤（东北木本植物图志）